# Haru (prénom)

## Prénom
Haru (en) est un prénom unisexe japonais, notamment porté par :
- Haru Kuroki (1990-), actrice japonaise ;
- Haru (1991-), actrice et mannequin japonaise ;
- Haru Matsukata Reischauer (1915-1998), écrivaine japonaise ;
- Haru Kobayashi (1900-2005), chanteuse et musicienne japonaise.

## Toponymes
Haru est un nom de lieu notamment porté par :
- Haru, l'un des 180 woredas de la région Oromia, en Éthiopie ;
- Haru (sv), une île de l'archipel et de la municipalité de Kustavi, en Finlande.

## Divers
- Haru, un personnage du film d'animation japonais Le Royaume des chats, sorti en 2002.
- Haru Glory, le personnage principal du manga Rave.
- Haru Miura, un personnage du manga Reborn!.
- Haru Sohma, un personnage du manga Fruits Basket.
- Yoshida Haru, un protagoniste de l'anime Le Garçon d'à côté.
- Ha-ru, un protagoniste de la série Extraordinary You (2019).
- Haru Okumura, un personnage du jeu vidéo Persona 5.
- Haru, un film japonais (1996).
- Hal, un film japonais (2013).
- Haru, un personnage de la série d'animation japonaise My Roommate is a Cat (en).